# Східне Касаї
Східне Касаї (фр. Kasaï-Oriental) — конголезька провінція. Адміністративний центр - місто Мбужі-Маї. Колись велика центральна провінція, що межує на північному заході з Екваторіальною, а на південно заході з Катангою. В результаті адміністративної реформи 2005 року провінція була розділена на три частини, назва Східне Касаї збереглася лише за центральною частиною.

## Історія
Після міграції банту, на території регіону опинилася народність луба, яка до XVI століття створила власну державність. Касаї увійшли до складу бельгійського королівського володіння в кінці XIX століття. Після здобуття країною незалежності, в регіоні посилилися сепаратистські настрої під керівництвом Альбера Калонджі, посилені багатою ресурсною базою.

## Населення
Населення провінції - 2 702 430 чоловік (2005) .

## Адміністративний поділ
Провінція ділиться на 5 території:
- Кабе-Камванга (Kabeya-Kamwanga)
- Катанда (Katanda)
- Лупатапата (Lupatapata)
- Міябі (Miabi)
- Чіленге (Tshilenge)

## Економіка
Основна стаття доходів провінції - видобуток алмазів.